# SMS Szamos (1892)
Az SMS Szamos a Császári és Királyi Haditengerészet kötelékébe tartozó monitor volt, melyet 1892-ben bocsátottak vízre. Harcolt az első világháborúban. Testvérhajója az SMS Körös volt.

## Építése
1890-ben kezdték el építeni és 1892. augusztus 25-én bocsátották vízre. A hajó teljes építési költsége 1894-ben 362 207 forintot tett ki.

## Az I. világháborúban
A háború legelső napján a Temes és a Bodrog monitorokkal együtt tüzet nyitott Belgrádra, ezzel kezdődött az I. világháború. Ez után nem vett részt nagyobb akciókban, de 1918-ig harcolt a háborúban.

## További sorsa
1919-ben részt vett a Tanácsköztársaság harcaiban a csehek ellen. 1920-ban Magyarországnak ítélték azzal, hogy leszerelve polgári hajóként alkalmazzák a Szamost. 1920-ban Tivadar néven a Delmár és Walter Folyamszabályozó Rt. elevátorként üzemeltette. 1962-ben selejtezték. Az 1980-as években eladták Jugoszláviának, ahol lebontották.

## Lásd még
- Császári és Királyi Haditengerészet
- Első világháború